# 亞布拉尼察 (保加利亞)
亞布拉尼察是保加利亞的城鎮，位於該國中部，距離首府洛維奇60公里，由洛維奇州負責管轄，面積57.84平方公里，海拔高度475米，2010年人口2,871，居民主要信奉東正教。

## 外部連結
- Yablanitsa municipality website （页面存档备份，存于） （保加利亚文） （英文）
- Country&Golf in the area（英文）